# Eriopyga moesta
Eriopyga moesta är en fjärilsart som beskrevs av Druce. Eriopyga moesta ingår i släktet Eriopyga och familjen nattflyn. Inga underarter finns listade i Catalogue of Life.